# Platygaster laticlavus
Platygaster laticlavus är en stekelart som först beskrevs av William Harris Ashmead 1894.  Platygaster laticlavus ingår i släktet Platygaster och familjen gallmyggesteklar. Inga underarter finns listade i Catalogue of Life.